# Bally Astrocade
Bally Astrocade（又稱為Bally Professional Arcade、Bally Home Library Computer或Bally Computer System）是一款於1977年由Midway（當時為Bally Manufacturing的遊戲部門）研發的第二世代家用遊戲機。
發售初期只能從有限的途徑購入Astrocade，稍後由於Bally考慮退出遊戲機市場，Bally將Astrocade的專利賣給另一間公司Astrovision。最後，1983年美國遊戲業蕭條事件令Astrovision嚴重虧損，最終破產而倒閉。而Astrocade亦於1985年消失於遊戲機市場。

## 簡介
1977年，家用遊戲機市場由於雅達利2600及Intellivision而活躍起來。因此Bally與其遊戲部門Midway決定設計及生產家用遊戲機，當時的產品名稱為Bally Home Library Computer。但是，它未能夠為家用遊戲機市場帶來任何衝擊。因為當時它只能夠經郵寄，沒法從任何零售點購入。加上由於生產上的問題，直至1978年才能夠正式將遊戲機付運，並於同年正式於零售商店發售及改名為Bally Professional Arcade。
1979年，Bally認為家用遊戲機市場競爭太激烈而決定退出市場。不過此產品卻引起另一公司Astrovision的興趣。1981年，Bally正式將產品的生產及版權等出售予Astrovision，而Astrovision亦將它改稱為Bally Computer System。1982年，Astrovision再次更改產品的名稱，亦是最後一次，稱為Bally Astrocade。最後，Astrovision在經過1983年的遊戲機市場大肅條後無法再維持運作而破產，而Astrocade亦於1985年正式停產並消失於遊戲機市場。
在Astrocade發售初期，Midway曾構思推出Astrocade的擴充系統，稱為ZGRASS-100。此系統能夠加強Astrocade的功能使它成為有完善功能的電腦。但是在其能夠推出市場之前，Bally已經將Astrocade出售至Astrovision。而Astrovision在收購Astrocade後可能將上述系統以ZGRASS-32的名稱作小規模發售。最後，整個系列統合為一款電腦系統稱為Datamax UV-1並於1980年至1982年之間發售。
Astrocade與同時期的其他遊戲機相似，都是使用仿木的外型設計。它的前方有一個設有24個按鈕的鍵盤供選擇遊戲及其他選項，旁邊則是插槽及2個按鈕，分別是「重置」及「彈出（卡帶）」。在頂部後方則有十分特別的設計，打開其頂部是一個可以放置15款卡帶的空間。而電源開關、控制器插頭及擴充設置插頭則在遊戲機的後方。大部分卡帶都設有2款遊戲，當插入卡帶後遊戲機會重置，之後會顯示目錄包括卡帶的遊戲、遊戲機內置的遊戲及選項，並使用前方鍵盤選擇。
Astrocade是早期使用卡帶作為儲存媒介的遊戲機。它使用的卡帶稱為Videocades，在設計上與卡式錄音帶相似（尺寸相同）。
Astrocade的控制器使用了多種不同的控制機制，在當時來說是十分特別及複雜。但是它給玩家的感覺是十分流暢及敏感。控制器的設計是類似手槍的槍柄，前方設有扳機開關。頂部則是可以向8個方向移動的搖桿，但它同時亦是旋式控制器（Paddle）可以左右轉動。
在畫面及聲效方面，Astrocade亦比同時期的遊戲主機優勝。它能夠提供2個不同的解像度，分別是160×102及320×204；雖然因為技術限制只能夠同時顯示4種不同的顏色，但是它的程式設計可以將畫面分開成2部份，每個部份使用不同的調色板，因此最多能夠同時顯示8種顏色。此外，它亦能夠通過電視機發出結實及清脆的聲音。
此外，Astrocade與當時的家用電腦同樣支援BASIC的程式代碼，因此玩家可以利用此程式自行設計遊戲，儲存在卡帶並分享給其他玩家。不過由於BASIC程式需要使用更多的記憶體，在遊戲運行上會比官方推出的卡帶慢。而使用BASIC程式製作的遊戲亦只有160×88的解像度及使用2款顏色。
不過，Astrocade亦有不少缺點。首先，它的仿木外型在當時十分普通沒有特色。內部設計令遊戲機容易產生過熱現象；前方的鍵盤按鈕過於密集而難於使用；頂部儲存卡帶的外殼十分容易受損破裂；插入卡帶時間中出現未能感應而需要重新插入等。而令Astrocade未能成為成功的產品的最主要原因是貧乏的遊戲庫。由於當時大部分有名的遊戲，以及大部分電影或電視劇改編的遊戲都由雅達利獨家擁有，因此Astrocade及其遊戲沒法吸引玩家購買，在經歷1983年的美國遊戲機市場崩潰後慢慢消失於遊戲機市場。

## 遊戲
Astrocade總共推出約50款官方遊戲。
| 英文名稱                                      | 中文翻譯                          | 開發商          | 發行商          | 發售年份 | 遊戲類型                      | 備注                          |
| --------------------------------------------- | --------------------------------- | --------------- | --------------- | -------- | ----------------------------- | ----------------------------- |
| 280 Zzzap / Dodgem                            | 280快速移動 / 碰碰車              | Bally           | Bally           | 1978年   | 賽車遊戲                      |                               |
| Amazing Maze / Tic Tac Toe                    | 驚奇迷宮 / 井字過三關             | Bally           | Bally           | 1979年   | 迷宮、圖版遊戲                |                               |
| Artillery Duel                                | 砲戰                              | Astrovision     | Astrovision     | 1982年   | 回合制策略遊戲                |                               |
| Astro Battle                                  | 星空戰役                          | Bally           | Bally           | 1979年   | 橫移射擊遊戲                  | 前稱Space Invaders            |
| Astrocade Pinball                             | 彈球                              | Bally           | Astrovision     | 1981年   | 彈球遊戲                      |                               |
| Bally BASIC                                   | Bally培基                         | Bally           | Bally           | 1978年   | 電腦程式                      |                               |
| Bally Pin                                     | 彈球                              | Bally           | Bally           | 1979年   | 彈球遊戲                      |                               |
| BioRhythm                                     | 生物節律                          | Astrovision     | Astrovision     | 1981年   | 算命模擬遊戲                  |                               |
| Blackjack / Poker / Acey-Deucey               | 廿一點 / 撲克 / 猜中間            | Bally           | Bally           | 1979年   | 賭博遊戲                      |                               |
| Blast Droids                                  | 爆破機械人                        | Esoterica       | Esoterica       | 1983年   | 非滾動射擊遊戲                |                               |
| Calculator                                    | 計算機                            | Bally           | Bally           | 1978年   | 計算機 / 數學遊戲             | 內置遊戲                      |
| Checkmate                                     | 貪吃蛇                            | Bally           | Bally           | 1978年   | 動作遊戲                      | 內置遊戲                      |
| Clowns / Brickyard                            | 小丑 / 磚廠                       | Bally           | Bally           | 1978年   | 球類搖板遊戲                  |                               |
| Cosmic Raiders                                | 宇宙入侵者                        | Action Graphics | Astrovision     | 1983年   | 滾動射擊遊戲                  |                               |
| Dog Patch                                     | 狗補丁                            | Bally           | Bally           | 1980年   | 非滾動射擊遊戲                |                               |
| Elementary Math / Bingo Math                  | 基本數學 / 賓果數學               | Bally           | Bally           | 1978年   | 教育 / 數學遊戲               | Elementary Math又稱Speed Math |
| Football                                      | 美式足球                          | Bally           | Bally           | 1978年   | 運動 / 足球遊戲               |                               |
| Galactic Invasion                             | 銀河侵略                          | Bally           | Astrovision     | 1981年   | 橫移射擊遊戲                  | 前稱Galaxian                  |
| Grand Prix / Demolition Derby                 | 大獎賽 / 撞車比賽                 | Astrovision     | Astrovision     | 1981年   | 賽車遊戲                      |                               |
| Gun Fight                                     | 槍戰                              | Bally           | Bally           | 1978年   | 非滾動射擊遊戲                | 內置遊戲                      |
| I.C.B.M Attack                                | 洲際彈道飛彈攻擊                  | Spectre Systems | Spectre Systems | 1982年   | 非滾動射擊遊戲                |                               |
| The Incredible Wizard                         | 不可思議的巫師                    | Astrovision     | Astrovision     | 1982年   | 迷宮射擊遊戲                  |                               |
| Letter Match / Spell'n Score / Crosswords     | 字母配對 / 串字 / 填字            | Bally           | Bally           | 1978年   | 圖板 / 教育 / 串字 / 字謎遊戲 |                               |
| Machine Language Manager                      | 語言機器管理者                    | Bit Fiddlers    | Bit Fiddlers    | 1982年   | 電腦程式                      |                               |
| Mazeman                                       | 迷宮人                            | Bally           | Bally           | 1977年   | 謎題遊戲                      | 樣板遊戲                      |
| Ms. CandyMan                                  | 糖果人女士                        | Bit Fiddlers    | L&M Software    | 1983年   | 謎題遊戲                      |                               |
| Muncher                                       | 咀嚼人                            | Action Graphics | Esoterica       | 1983年   | 謎題遊戲                      | 前稱Pac-Man                   |
| Panzer Attack / Red Baron                     | 裝甲攻擊 / 紅色男爵               | Bally           | Bally           | 1978年   | 坦克 / 非滾動射擊遊戲         |                               |
| Pirates Chase                                 | 海盜追蹤                          | Astrovision     | Astrovision     | 1982年   | 謎題遊戲                      |                               |
| Scribbling                                    | 塗鴉                              | Bally           | Bally           | 1978年   | 繪圖遊戲                      | 內置遊戲                      |
| Sea Devil                                     | 海惡魔                            | Bit Fiddlers    | L&M Software    | 1983年   | 滾動射擊遊戲                  |                               |
| Seawolf / Bombardier                          | 海狼 / 導彈                       | Bally           | Bally           | 1979年   | 橫移射擊遊戲                  | 又稱Seawolf / Missile         |
| Sneaky Snake                                  | 狡猾蛇                            | New Image       | New Image       | 1983年   | 非滾動射擊遊戲                |                               |
| Soccer                                        | 足球                              | Bally           | Bally           | 1977年   | 運動遊戲                      | 樣板遊戲                      |
| Solar Conqueror                               |                                   | Astrovision     | Astrovision     | 1983年   | 非滾動射擊遊戲                |                               |
| Space Fortress                                | 太空堡壘                          | Astrovision     | Astrovision     | 1981年   | 非滾動射擊遊戲                |                               |
| Star Battle                                   | 星星戰役                          | Bally           | Bally           | 1979年   | 非滾動射擊遊戲                |                               |
| Tornado Baseball / Tennis / Hockey / Handball | 龍捲風棒球 / 網球 / 曲棍球 / 手球 | Bally           | Bally           | 1978年   | 運動 / 棒球 / 球拍遊戲        |                               |
| Treasure Cove                                 | 寶藏灣                            | Spectre Systems | Esoterica       | 1983年   | 動作 / 冒險遊戲               |                               |

## 规格

### 硬件配置
- CPU：Zilog Z80、1.789 兆赫
- 内存：4 KB（64 KB在扩展端口外部模块）
- ROM：8 KB Cart ROM：8 KB的ROM 扩展：64 KB的总 接口：4控制器，1扩展，1灯笔 3音响：声音+噪声/颤音效果（通过电视播放）

### 视频
- 分辨率：真正的160×102 / 88 / 160×基本扩展RAM 320×204
- 颜色：真正的8 * 2 /基本 在巴利位图结构实际上只允许4种颜色设置。然而，通过2个调色板的使用和左/右边界控制字节你可以屏幕的左侧部分使用1组颜色右侧（这可能显示信息如生命评分）用颜色完全不同，因此8的总颜色是可能的。
- 图形类型：位图，2面bitpacked